# Křesťanský labyrint (Bělá)
Křesťanský labyrint se nachází na levém břehu Píšťského potoka, u léčivého pramene Židlo, u obce Bělá v okrese Opava v Moravskoslezském kraji. Rovinný labyrint (jednoduché bludiště) byl postaven 15. listopadu 2008 jako místo k zastavení, rozjímání, meditaci a odpočinku podle vzoru francouzského labyrintu v Chartres z roku 1213. V minulosti bývaly podobné labyrinty umístěny ve středověkých katedrálách. Realizace cesty labyrintem nahrazovala středověkým věřícím cestu do Jeruzaléma, která byla válkami znemožněna a poskytovala možnost přemýšlení, rozjímání a modlení. Labyrint má délku cestiček 576 metrů, má kruhový půdorys s průměrem 26 m a je vybudován ze staletých cihel klingerek pocházejících z Rotschildových staveb. Tuto "neobyvklou" stavbu nechala obec Bělá postavit díky Nadaci OKD. Místo má relaxační charakter a je volně přístupné.

## Motto na začátku cesty labyrintem
| „ | Vydej se na cestu Labyrintem, abys potkal Boha ve svém srdci. | “ |

## Další informace
V blízkosti Křesťanského labyrintu se nachází pramen Židlo, Priessnitzové koupele, Diagnostická stezka zdraví a o něco dále také Pstruží farma Bělá.

## Galerie

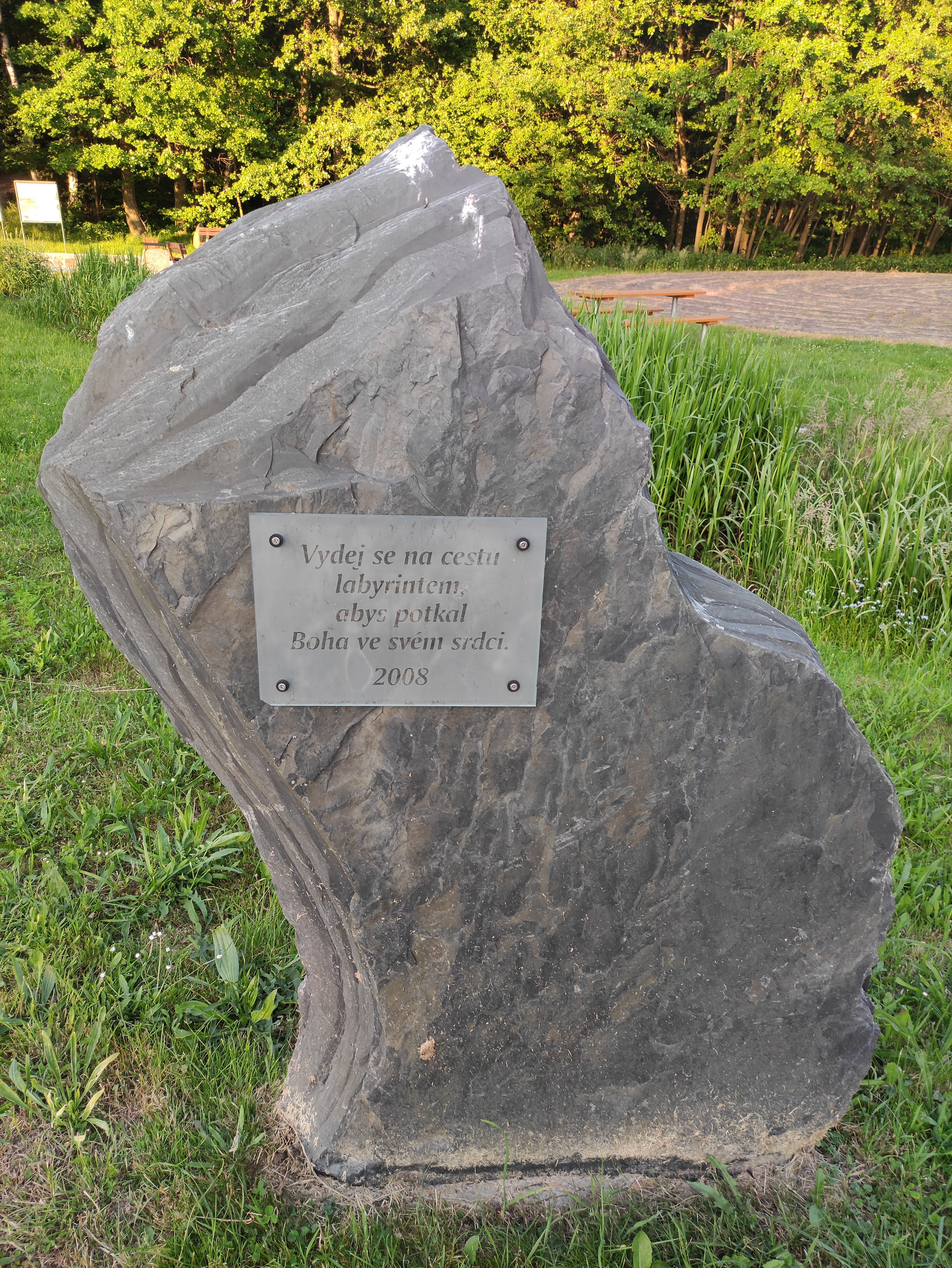
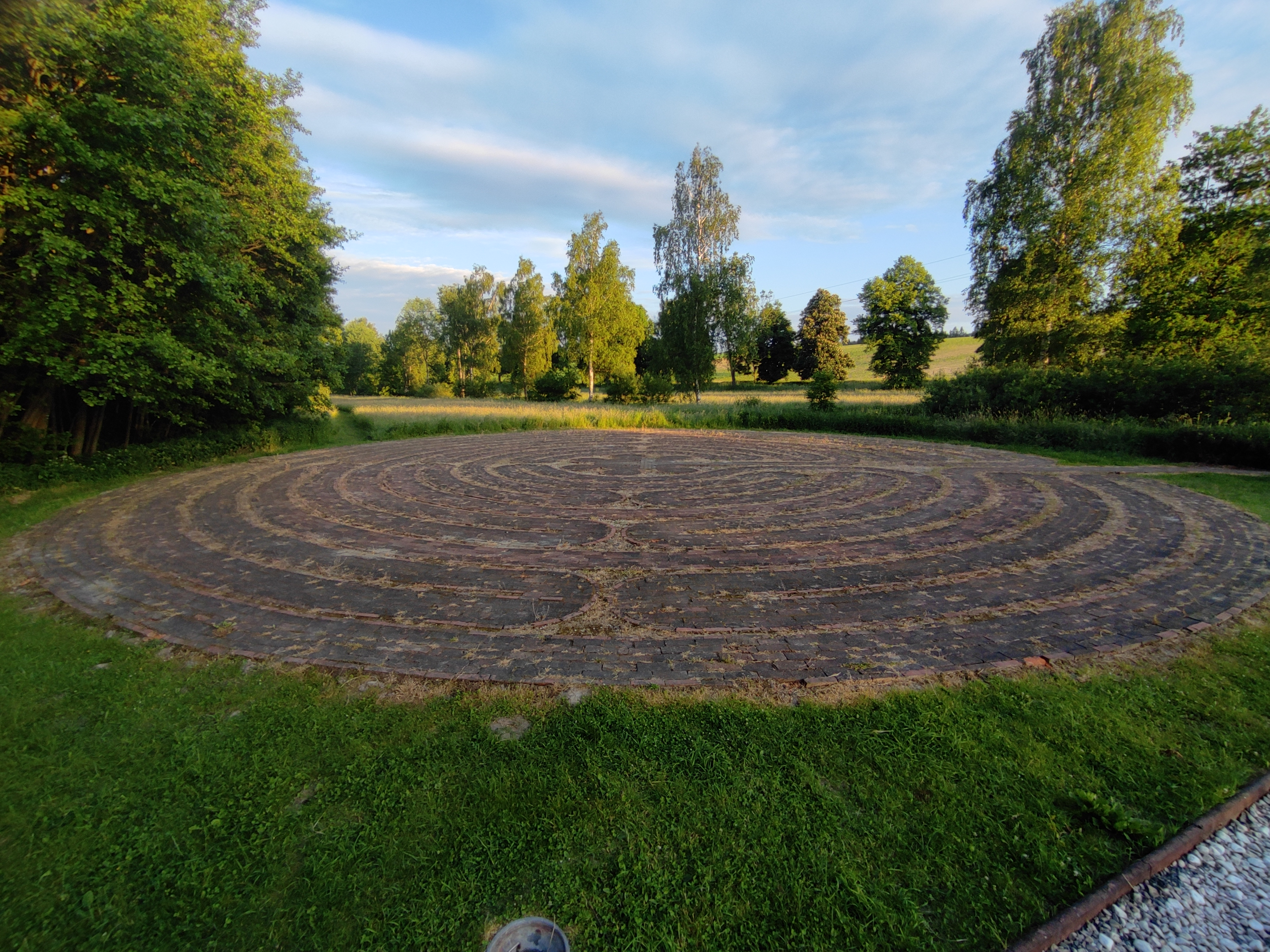